# 唐竹温泉
唐竹温泉（からたけおんせん）は、青森県平川市にある温泉。平賀温泉郷のなかで最も古い。

## 泉質
弱アルカリ泉（塩化物泉）

## 温泉街
温泉は集落の入り口に位置し、宿泊可能な施設が1軒ある。

## 歴史
その昔、唐竹村を通る山道は大名が使う街道であり、手足を浸す程度には鉱泉が湧いていた。唐竹川から温泉が自噴しているのが発見され、1931年（昭和6年）に温泉として開発された。

## アクセス
- 弘南鉄道平賀駅より南東へ約4 km。
  - 同駅より平川市循環バス利用、「唐竹温泉前」下車。